# Stanisław Lem
Stanisław Herman Lem (cách phát âmⓘ /sta'ɲiswaf lɛm/; 12 tháng 9 năm 1921 - 27 tháng 3 năm 2006) là một nhà văn Ba Lan viết tiểu thuyết khoa học viễn tưởng, triết học và trào phúng, được tặng thưởng Huân chương Đại Bàng Trắng- huân chương cao quý nhất của nhà nước Ba Lan. (tiếng Anh: Order of the White Eagle, tiếng Ba Lan: Order Orła Białego). Tác phẩm của ông được dịch ra hơn 41 thứ tiếng và bán được hơn 27 triệu bản trên khắp thế giới. Năm 1976, Theodore Sturgeon nhận định Lem là tiểu thuyết gia khoa học viễn tưởng được đọc rộng rãi nhất trên thế giới.
Tác phẩm của ông khám phá đề tài triết học; những suy tư về công nghệ, sự tự nhiên của trí thông minh, sự bất khả trong mối quan hệ tương hỗ qua lại và sự thấu hiểu, sự tuyệt vọng về những giới hạn của con người cũng như chỗ đứng của con người trong vũ trụ. Chúng thỉnh thoảng được trình bày dưới dạng tiểu thuyết viễn tưởng, lúc khác lại là những tiểu luận hoặc sách triết học. Dịch thuật tác phẩm của ông rất khó, tuy nhiên các bản dịch của Michael Kandel sang tiếng Anh được đông đảo đọc giả tán dương khi cho rằng ông đã nắm bắt được tinh thần của nguyên tác.

## Thông tin cá nhân
Stanisław Lem sinh năm 1921 ở Lwów, Cộng hòa Ba Lan (nay là Ukraina). Ông là con của Sabina Woller với Samuel Lem, một chuyên gia khoa thanh quản, một bác sĩ ngoại khoa trong Liên quân Áo-Hung. Trong khi Lem trưởng thành với tư tưởng cởi mở, phóng khoáng, thì sau đó ông lại trở thành một người theo thuyết vô thần "theo nhiều lý do đạo đức... thế giới hiển hiện trước tôi để đưa những người khác vào con đường khổ ải mà tôi tin tưởng sâu sắc rằng nó chưa từng được tạo ra... một cách cố tình". Sau sự quản lý của Sô-viết ở miền Đông Ba Lan, ông không được phép học ở Polytechnic như ông hằng mong muốn vì ông thuộc giai cấp tư sản chính thống và chỉ được chấp nhận nhờ các mối quan hệ của cha ông để được học y dược ở Đại học Lwów vào năm 1940. Trong Chiến tranh thế giới thứ hai và thời kì cai trị của Đức quốc xã, Lem sinh tồn nhờ giấy tờ tùy thân giả, kiếm sống như một thợ máy và công nhân sửa xe, rồi lại sôi nổi tham gia cuộc kháng chiến. (Gia đình Lem có nguồn gốc Do Thái, và chịu nhiều nguy cơ hơn là họ mong muốn như khi còn là công dân Ba Lan và thuộc tầng lớp trí thức.) Năm 1946, Kresy Đông Ba Lan đã được sáp nhập vào Ukraina Sô-viết và gia đình, như bao nhiêu gia đình Ba Lan khác, đã tái định cư ở Kraków nơi Lem dưới áp lực của cha ông đã theo học y khoa ở Đại học Jagiellonian. Từ khi ông từ chối gán ghép những câu trả lời của ông với học thuyết Lysenko đang thịnh hành lúc bấy giờ, Lem đã trượt ký thi trong sự quyết tâm để không trở thành một bác sĩ quân y. Mau chóng sau đó ông bắt đầu làm việc như một cộng tác viên nghiên cứu in ở một cơ quan khoa học và viết sách trong thời gian rỗi.

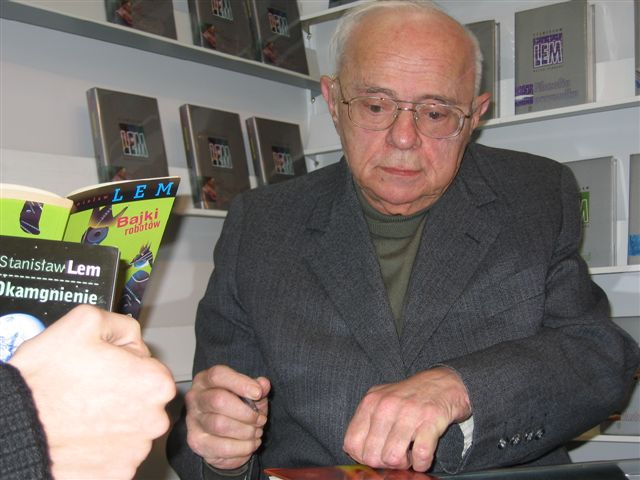
Lem đang diễn thuyết ở Kraków, 30 tháng 10 năm 2005

Lem cho ra mắt tác phẩm văn học đầu tay vào năm 1946 dưới dạng một tập thơ, và thời gian này ông cũng công bố hàng loạt tiểu thuyết rẻ tiền. Bắt đầu từ năm đó, tiểu thuyết khoa học viễn tưởng đầu tiên của Lem Człowiek z Marsa (Người đàn ông từ Sao Hỏa) đã được phát hành dài ký trên tạp chí Nowy Świat Przygód (Thế giới mới của các cuộc phiêu lưu). Giữa năm 1947 và 1950 Lem, trong khi tiếp tục công việc trợ lý nghiên cứu khoa học của mình, phát hành thơ, truyện ngắn, và tiểu luận khoa học. Tuy nhiên, trong suốt thời đại của chủ nghĩa Stalin, tất cả tác phẩm đã phát hành trực tiếp bị dán nhãn sự cai trị cộng sản. Lem kết thúc một phần cuốn tự truyện Bệnh viện của sự biến dạng (Szpital Przemienienia) năm 1948, nhưng nó đã bị cấm đoán bởi hiệp hội tác giả cho tới tận năm 1955 khi ông thêm phần tiếp theo đáng chấp thuận đối với chủ nghĩa Xã hội hiện thực. Năm 1951 ông công bố cuốn sách đầu tiên của mình, Astronauci (Phi hành gia); nó được công nhận hợp với lứa tuổi thanh thiếu niên SF và Lem đã bị buộc phải thêm hàng loạt mục tham khảo về "tương lai huy hoàng của chủ nghĩa cộng sản" trong cuốn sách đó. Sau đó ông đã chỉ trích cuốn tiểu thuyết này (cũng nhiều như khi bàn về các tác phẩm cũ của ông, chịu áp lực của hệ tư tưởng bị chèn ép) quá sơ khai; cho dù sự phổ biến của nó đã đưa ông lên thành một nhà văn chuyên nghiệp.
Lem trở nên thực sự năng nổ sau năm 1956, khi Thời kỳ de-Stalinization dẫn tới "Tháng Mười Ba Lan", khi Ba Lan trải qua sự tăng mạnh của phong trào tự do ngôn luận.

### Các giải thưởng
- 1.Giải thưởng của Quỹ Tài Trợ Văn hóa. Năm 1988.
- 2.Giải thưởng văn học mang tên Franz Kafka của quốc gia Áo. Năm 1991.
- 3.Huy chương của tổ chức quốc tế Hội những nhà du hành vũ trụ. Năm 1995.
- 4.Giải thưởng lớn của Quỹ Tài Trợ Văn hóa. Năm 1995.
- 5.Giải thưởng mang tên J.Paradowski của PEN-Club. Năm 1995.
- 6.Huân chương Đại bàng trắng. Năm 1996.
- 7.Công dân danh dự thành phố Cracow.
- 8.Tiến sĩ danh dự trường Đại học Tổng hợp Opole
- 9.Tiến sĩ danh dự trường Đại học Y Lwow. Năm 1998.

### Cuộc bút chiến SFWA
Lem được kết nạp vào làm thành viên danh dự của Hội tác giả khoa học viễn tưởng Mỹ (SFWA) năm 1973 dưới sự bất mãn cho rằng ông chưa đủ tư cách chuyên môn để được tham gia.

## Các tác phẩm

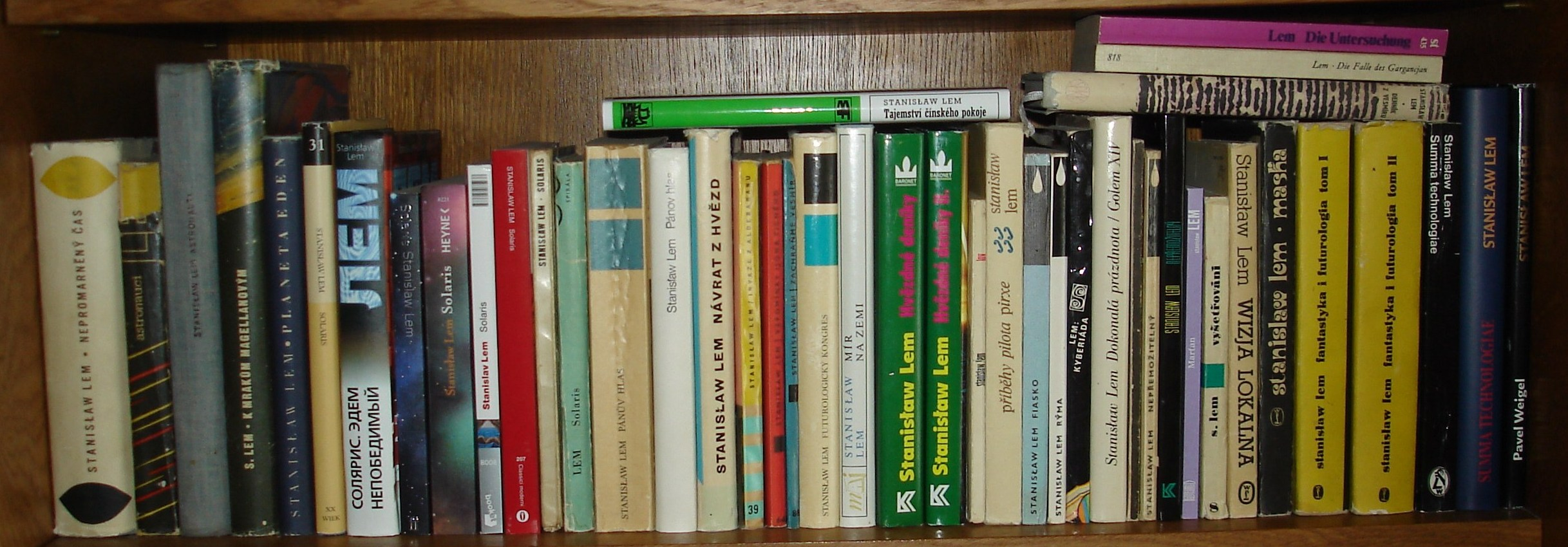
Một số tác phẩm của Lem

### Viễn tưởng
- Człowiek z Marsa (Người đàn ông từ Sao Hỏa, 1946, chỉ dưới dạng phát hành tạp chí dài kì) – tiểu thuyết KHVT ngắn mà Lem thường nhận định rằng 'nó nên được quên đi'; ông cho phép tái bản vào những năm 1990 sau khi tính hấp dẫn bừng sáng trong bản dịch tiếng Đức khả dụng bởi sự không chuẩn trong tương quan ngôn ngữ.
- Bênh viện của những biến dạng (Szpital przemienienia; được viết năm 1948) – một phần dạng tự truyện về một bác sĩ làm việc trong một bệnh viện thương điên Ba Lan trong thời chiến, xuất bản và được phát triển thêm năm 1955 như một Czas nieutracony: Szpital przemienienia. Dịch ra tiếng Anh bởi William Brand (nhà ngôn ngữ học) năm 1988. Làm thành phim năm 1979.[9]
- Astronauci (Phi hành gia, 1951) – tiểu thuyết KHVT lứa tuổi thanh thiếu niên. Vào đầu thế kỷ XXI, có khám phá ra Tunguska meteorite có một trục trặc trong quan sát phi thuyền ở Sao Kim, phạm vi lan rộng tới Trái Đất. Một phi thuyền điều tra đã nhận thấy rằng người Sao Kim hủy diệt chính mình trong cuộc chiến hạt nhân đầu tiên. Làm phim năm 1960.[10]
- Obłok Magellana (Đám mây Magellanic, 1955, không được dịch sang tiếng Anh)
- Sezam (1955) – Liên kết một số truyện viễn tưởng ngắn, với ý tưởng là thời ký của các cỗ máy dọn sạch lịch sử Trái Đất trong một mệnh lệnh được thực hiện giữa các giai cấp trong thiên hà. Không được dịch ra tiếng Anh.
- Dzienniki gwiazdowe (1957, phát triển thêm tới năm 1971) – Tuyển tập các truyện ngắn về những cuộc thám hiểm vũ trụ của một nhân vật tên là Ijon Tichy (trong một số bản dịch đã xuất bản tại Việt Nam được dịch là Ion Lặng Lẽ cùng với các tập sách "Cuộc thử thách trí tuệ", "Thực nghiệm cuối cùng", "Máy thời gian"). Tuyển tập này đã được dịch ra tiếng Anh và phát hành dưới tên The Star Diaries (1976, dịch bởi Michael Kandel) sau đó phát hành thành hai tập nhan đề Memoirs of a Space Traveller (1982, phần hai được dịch bởi Joel Stern).
- Solaris (1961) – tiểu thuyết khoa học viễn tưởng. Một câu chuyện ly kỳ về một hành tinh xa xôi được bao phủ bởi một đại dương huyết tương với những tiềm năng vô hạn và công cuộc khám phá nó chất chứa cả sự khủng khiếp lẫn những điều kỳ diệu. Dịch ra tiếng Anh từ bản tiếng Pháp bởi Joanna Kilmartin và Steve Cox năm 1970. Đã dựng thành phim năm 1972 và 2002.

### Không viễn tưởng
Nếu không ghi chú thì chưa được dịch sang tiếng Anh
- Dialogi (1957) - Tác phẩm triết học phi viễn tưởng. Được dịch ra tiếng Anh bởi Frank Prengel là Dialogs.
- Wejście na orbitę (Going into Orbit, 1962)
- Summa Technologiae (1964) - Philosophical essay. Được dịch từng phần ra tiềng Anh.
- Filozofia Przypadku (Philosophy of Coincidence or The Philosophy of Chance, 1968)
- Fantastyka i futurologia (1970) - Critiques on science fiction. Một vài phần đã được dịch ra tiếng Anh trên tạp chí Science Fiction Studies năm 1973-1975, selected material was translated in the single volume Microworlds (New York, 1986).
- Rozmowy ze Stanisławem Lemem Interviews with Stanisław Lem, Stanisław Beres, Wydawnictwo Literackie Kraków(1987) ISBN 83-08-01656-1
- Rozprawy i szkice (Essays and drafts, 1974) - collection of essays on science, science fiction, and literature in general
- Wysoki zamek (1975) - Autobiography of Lem's childhood before World War II. Translated into English as Highcastle: A Remembrance.
- Rozprawy i szkice (1975) - Essays and sketches
- Lube czasy (Pleasant Times, 1995)
- Dziury w całym (Looking for Problems, 1995)
- Tajemnica chińskiego pokoju (Mystery of the Chinese Room, 1996) - Collection of essays on the impact of technology on everyday life.
- Sex Wars (1996) - essays
- Dyskusje ze Stanisławem LememM. Szpakowska, Interviews with Stanisław Lem, Warszawa 1996
- Bomba megabitowa (The Megabit Bomb, 1999) - Collection of essays about the potential downside of technology, including terrorism and artificial intelligence.
- Świat na krawędzi (The World at the Edge, 2000) - Interviews with Lem.
- Okamgnienie (A Blink of an Eye, 2000) – Collection of essays on technological progress since the publication of Summa Technologiae
- Tako rzecze Lem (And Lem says so, 2002) - Interviews with Lem.
- Mój pogląd na literaturę (My View of Literature, 2003)
- Krótkie zwarcia (Short Circuits, 2004) - Essays
- Lata czterdzieste. Dyktanda. (The 40s, 2005) - Lem's works from the 1940s
- Rasa drapieżców. Teksty ostatnie (2006) - the last book of Stanislaw Lem contains actual feuilletons about art, politic and social problems from Polish press "Tygodnik Powszechny".

## Phim và các chương trình TV phỏng theo
Lem nổi tiếng với việc phê bình những phim làm dựa trên tác phẩm của ông, kể cả bộ phim chuyển tải được nhiều điều như Solaris đạo diễn bởi Andrei Tarkovsky như bộ "Tội ác và trừng phạt trong bối cảnh không gian".

## Vở nhạc kịch phỏng theo
- The Cyberiad (1970; phiên bản thứ hai năm 1985), soạn bởi Krzysztof Meyer; đã được phát sóng trên truyền hình Ba Lan (Hồi một, 1971), dàn dựng ở Wuppertal (Đức) (1986)

## Vinh danh
- Tên của ông được đặt cho một tiểu hành tinh vành đai chính 3836 Lem được phát hiện năm 1979.
- Một tiểu hành tinh vành đai chính khác - 343000 Ijontichy được đặt tên theo nhân vật chính trong tiểu thuyết năm 1957, Nhật ký vũ trụ của Ion Lặng Lẽ và trong chương trình truyền hình châm biếm của Đức dựa trên tác phẩm này, phát sóng năm 2007: Ijon Tichy: Raumpilot.[11]
- Vệ tinh nhân tạo đầu tiên của Ba Lan được phóng đi ngày 21/11/2013.[12]